# Congresso Operário do Rio Grande do Sul
Congresso Operário do Rio Grande do Sul foi uma série de Congressos Operários organizados pelos operários do Rio Grande do Sul], em 1898 aconteceu o (1° Congresso), em 1920 (2° Congresso), em 1925 (3° Congresso) e em 1928 (4° Congresso).
No 2º Congresso Operário do Rio Grande do Sul, realizado em Porto Alegre, de 21 a 25 de março de 1920, foi aprovada uma moção de saudação ao operariado revolucionário da Rússia, Alemanha, Itália, Argentina e outros países. Durante este Congresso, Abílio de Nequete procura estabelecer a adesão da Federação Operária à Terceira Internacional Socialista, no que não obtém sucesso.
Em setembro de 1925, acontece o 3º Congresso Operário do Rio Grande do Sul, que delibera reiterar a sua solidariedade, reafirmando a aderência da FORGS à Associação Internacional dos Trabalhadores, a Internacional Anarquista.
O 4º Congresso ocorreu em Pelotas, entre 2 e 3 de janeiro de 1928, foi precedido de uma reunião preparatória um ano antes também em Pelotas, em janeiro de 1927, apenas de delegados de grupos libertários, com o objetivo de discutir a reorganização de atividades e orientação ideológica 

## Presença italiana
Em 1898, no Primeiro Congresso Operário do Rio Grande do Sul, seis associações confirmaram presença, entre estas, cinco foram representadas por italianos. Em 1920, no 2º Congresso Operário, a presença italiana representa 16% das delegações. Em 1925, no 3º Congresso Operário Rio-grandense, havia  dois delegados italianos. Em 1928, no 4º Congresso não existe nenhuma presença italiana.